# The Iron Sheik
Hossein Khosrow Ali Vaziri, meglio conosciuto come The Iron Sheik (حسین خسرو وزیری in lingua farsi; Damghan, 15 marzo 1942 – Fayetteville, 7 giugno 2023), è stato un wrestler e lottatore iraniano naturalizzato statunitense.
Era noto per i suoi trascorsi nella World Wrestling Federation, dove ha lottato con i ring name The Iron Sheik e Colonel Mustafa.
Dal punto di vista squisitamente tecnico, The Iron Sheik era un maestro dei suplex, benché sia passato alla storia per la sua mossa di sottomissione, la Camel Clutch.

## Carriera

### Wrestling amatoriale
Khosrow nacque a Damghan, in Iran. Da giovane si fece un nome come lottatore amatoriale mentre lavorava anche come guardia del corpo dello Shah Mohammad Reza Pahlavi e della sua famiglia.
Khosrow prese parte alle Olimpiadi del 1968 come membro della squadra iraniana di lotta greco-romana. Dopo l'avventura olimpica si trasferì negli Stati Uniti e divenne il vice-allenatore di due squadre olimpiche americane di lotta negli anni settanta. Nel 1971 vinse il titolo di campione di lotta greco-romana dell'Amateur Athletic Union. Si occupò anche di allenare la squadra olimpica statunitense per le olimpiadi del 1972.

### Inizio carriera (1972–1979)
Nel 1972 fu invitato a diventare un lottatore professionista di wrestling dal promoter Verne Gagne. Khosrow si allenò nella stessa classe frequentata anche da Ric Flair nella palestra di Gagne, e il suo allenatore fu Billy Robinson. Passò quindi a lottare nella American Wrestling Association (AWA). Contemporaneamente si occupò anche di allenare lui stesso nuovi talenti, come Ricky Steamboat, Greg Gagne e Jim Brunzell. Inizialmente lottò da face ma presto un promotore suggerì che il suo personaggio avrebbe funzionato meglio come heel.
Khosrow obbedì e adottò quello che sarebbe diventato il suo look caratteristico: Si rasò a zero la testa, si fece crescere dei baffi rivolti all'insù e aggiunse i caratteristici stivali con la punta ricurva; un rimando alle sue origini etniche, che, secondo Khosrow, furono un'idea di Jimmy Snuka. La sua gimmick iraniana ricevette attenzione grazie agli eventi della Rivoluzione iraniana. Con il ring name The Great Hossein Arab, vinse il suo primo titolo, il Canadian Tag Team Championship, insieme a Texas Outlaw. Nel 1978 lottò in Giappone contro Steve Day e Antonio Inoki.

### World Wrestling Federation (1979–1980)

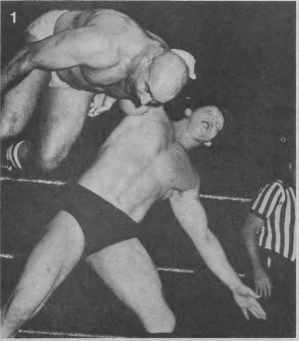
Vaziri nel corso di un match con Bob Backlund

Nel 1979 esordì nella World Wrestling Federation (WWF) e vinse la prima Battle Royal al Madison Square Garden di New York. Questa prestigiosa vittoria gli fece ottenere l'opportunità di sfidare l'allora campione Bob Backlund, che lo sconfisse dopo un match durato 30 minuti. Successivamente ebbe una rivalità con Chief Jay Strongbow e Bruno Sammartino, prima di lasciare la federazione nel 1980.

### Jim Crockett Promotions (1980–1981)
Nell'aprile 1980 cominciò a lottare nella Jim Crockett Promotions. Per qualche incontro, adottò il ring name Hussein Arab prima di diventare definitivamente The Iron Sheik. Il suo personaggio "malvagio" di patriota dell'Iran che odiava gli Stati Uniti, divenne uno dei più odiati dai fan. Ebbe un feud con Jim Brunzell per il titolo NWA Mid-Atlantic Heavyweight Championship, e riuscì a prevalere sconfiggendolo nel maggio 1980. Difese con successo la cintura contro avversari quali Brunzell, Sweet Ebony Diamond e Johnny Weaver prima di perdere il titolo in favore di Ricky Steamboat nel novembre 1980. Nel febbraio 1981, Vaziri cominciò un feud con Blackjack Mulligan. I due si affrontarono in una serie di match, inclusi cage match e Texas street fight, fino alla fine del maggio 1981. In luglio sfidò senza successo Dusty Rhodes per il titolo NWA World Heavyweight Championship. Vaziri lasciò la Jim Crockett Promotions nell'agosto 1981.

### Mid-South Wrestling (1981–1982)
Nel settembre 1981 Vaziri andò a lottare nella Mid-South Wrestling in Louisiana. Lasciò la federazione nel gennaio 1982, tornando brevemente nell'ottobre 1982 per qualche apparizione sporadica.

### Championship Wrestling from Florida (1982)
Nel gennaio 1982 entrò nella Championship Wrestling from Florida. Lasciò la compagnia a fine febbraio 1982.

### Georgia Championship Wrestling (1982–1983)
Nel luglio 1982 tornò nella Georgia Championship Wrestling per la prima volta sin dal 1974. Nel maggio 1983 vinse il torneo indetto per il vacante titolo NWA National Television Championship. Il suo regno da campione durò fino al luglio 1983, quando fu sconfitto da Ronnie Garvin. Vaziri lasciò la compagnia il mese seguente.

### Ritorno in WWF (1983–1987, 1988)

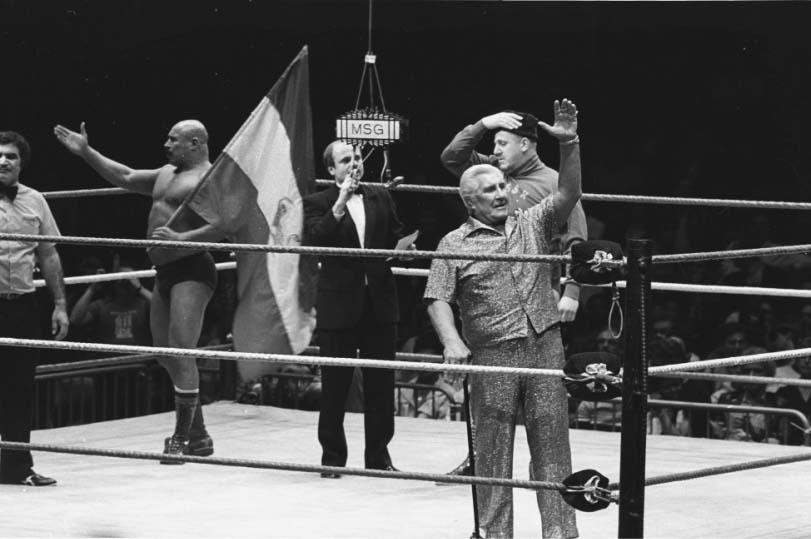
The Iron Sheik mentre sventola la bandiera dell'Iran

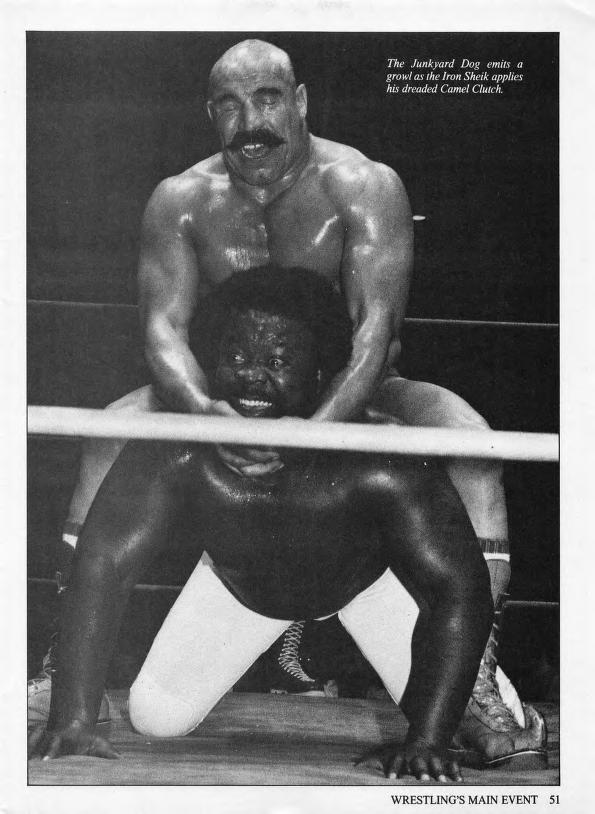
Iron Sheik vs Junkyard Dog (1986)

Nel 1983 The Iron Sheik sconfisse il campione mondiale Bob Backlund. Il match si svolse il 26 dicembre 1983 al Madison Square Garden di New York e Vaziri ottenne il più grande successo della sua carriera, vincendo il suo primo e unico titolo di campione del mondo WWF.
Durante il suo regno da campione ebbe memorabili scontri con Backlund, Chief Jay Strongbow, Pat Patterson e Tito Santana, prima di cedere la cintura solo quattro settimane dopo averla vinta in favore dell'emergente star della federazione Hulk Hogan.
Iniziò quindi un violento feud con Sgt. Slaughter, durante il quale perse un celebre e sanguinoso Boot Camp Rules match. Successivamente formerà un tag team con Nikolai Volkoff dal nome "Foreign Legion" e sotto la guida di "Classy" Freddie Blassie i due vinceranno il WWF World Tag Team Championship battendo gli U.S. Express alla prima edizione di WrestleMania. Durante questo fortunato periodo in WWF, Khosrow apparve anche nel video musicale della canzone di Cyndi Lauper Goonies 'R' Good Enough come membro della Rock 'n' Wrestling Connection.
Nel maggio 1987 Jim Duggan e Khosrow vennero fermati dalla polizia del New Jersey, prima di uno spettacolo, con l'accusa intentata a Duggan di guida in stato di ubriachezza. Dopo la perquisizione dell'auto, la polizia scoprì che Duggan era sotto gli effetti della marijuana mentre Sheik aveva assunto forti dosi di cocaina. Piccole dosi di cocaina furono rinvenute anche all'interno della macchina. Dopo l'arresto, Duggan se la cavò con la condizionale mentre Khosrow fu posto in libertà vigilata per un anno. Il mini-scandalo che ne seguì, che fece scoprire ai fan del wrestling che due supposti acerrimi nemici sul ring erano stati trovati insieme ubriachi e drogati, portò alla fine repentina del loro feud, al licenziamento di Vaziri e alla sospensione temporanea di Duggan dalla WWF.
Nel 1988 fece ritorno in WWF ma il successo non fu più quello di prima e lo sceicco non riscosse i consensi desiderati.

### Circuito indipendente (1987–1990)
Nel 1987 Iron Sheik lottò per un periodo nella World Class Championship Wrestling con sede a Dallas, Texas, dove si scontrò con Matt Borne per il WCWA Texas Heavyweight Championship. Rimase nella compagnia solamente per qualche mese, per poi fare una fugace apparizione in AWA, dove attaccò Sgt. Slaughter durante un match, e nella World Wrestling Council di Puerto Rico. In aggiunta riprese il feud con Slaughter e si alleò con il Colonnello Debeers. Il suo principale avversario dell'epoca era Tony Atlas, con il quale combatté sia in WCCW che in WWC.
Nel 1989 lottò per breve tempo anche nella National Wrestling Alliance, scontrandosi con Sting per l'NWA World Television Championship. Lo sceicco se ne andò dalla federazione dopo circa un anno e mezzo, senza aver riportato particolari successi.

### Ritorno in WWF (1991–1992)
Nel 1991 Vaziri tornò nuovamenmte in WWF con una nuova gimmick, quella del malvagio Colonel Mustafa, un simpatizzante iracheno durante la Guerra del Golfo, alleato dell'ex nemico Sgt. Slaughter (ora diventato un heel). Insieme all'iracheno General Adnan, Slaughter e Mustafa ebbero un feud con Hulk Hogan e The Ultimate Warrior. Quando Slaughter effettuò un turn face dopo SummerSlam 1991, Mustafa rimase alleato con Adnan, ma fu presto relegato a posizioni da mid-card, perdendo incontri con Slaughter, Tito Santana, British Bulldog, Ricky "The Dragon" Steamboat, "Texas Tornado" Kerry von Erich, "Hacksaw" Jim Duggan, e Tatanka. Poco tempo dopo la Royal Rumble 1992, Adnan lasciò la WWF e Mustafa rimase senza manager nei suoi ultimi quattro mesi di permanenza nella federazione. Lottò il suo ultimo match a Superstars il 19 maggio 1992, dove sconfisse Reno Riggins.

### Circuito indipendente (1993–1994)
Iron Sheik lottò in diverse federazioni regionali, partecipando anche ad un tour in Nigeria nel 1994 promosso da Chris Adams e co-sponsorizzato dalla Pepsi al quale presero parte ex stelle della WWF come Jimmy Snuka, Greg Valentine e Demolition Ax.
Fu anche il secondo campione della Century Wrestling Alliance di "Boston Bad Boy" Tony Rumble, vincendo il titolo contro Tommy Dreamer a Burlington, Vermont, il 21 marzo 1993, cedendo poi la cintura a Vic Steamboat il 23 ottobre seguente a Wakefield, Massachusetts.

### Apparizioni sporadiche in WWE (1996–2010)

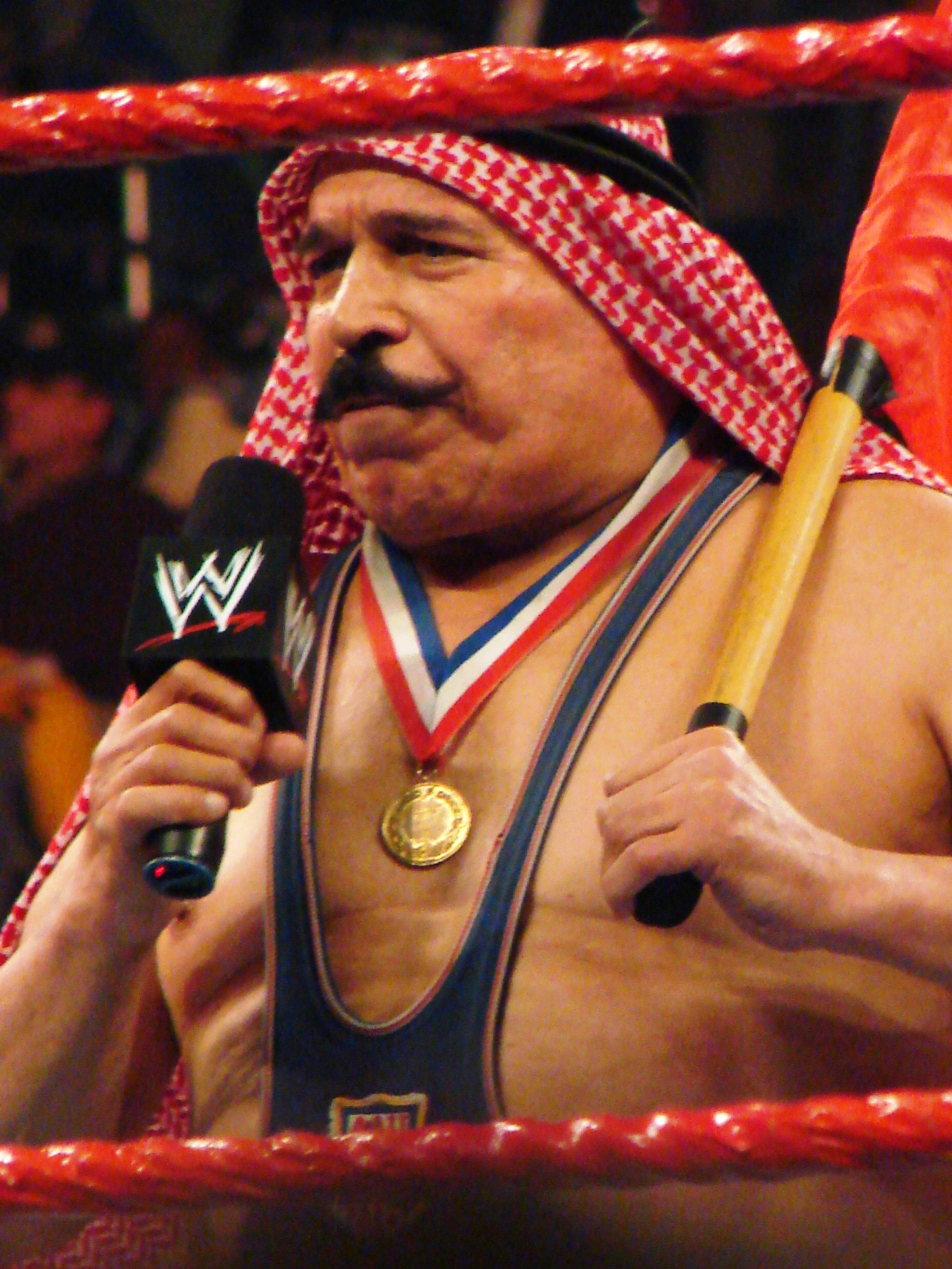
Iron Sheik nel 2008

Alla fine del 1996 Iron Sheik collaborò con il suo vecchio rivale di un tempo Bob Backlund per far da manager al wrestler The Sultan, ma questi fu estromesso poco tempo dopo dalla WWF a causa di un controllo antidoping fallito.
Il 1º aprile 2001, a WrestleMania X-Seven, The Iron Sheik è uscito vittorioso dalla Gimmick Battle Royal, un match che vedeva coinvolte altre leggende WWF degli anni ottanta e novanta. Sheik fu designato vincitore dai vertici della federazione perché a causa di cattive condizioni di salute, non sarebbe stato possibile eliminarlo buttandolo fuori dalla terza corda. Invece di essere fischiato in quanto heel, la vittoria dello sceicco venne accolta dalle ovazioni del pubblico.
Nel 2005 è stato introdotto nella WWE Hall of Fame dal suo vecchio nemico sul ring Sgt. Slaughter Durante la puntata di Raw del 10 marzo 2008 andarono in onda i rematch di famosi incontri delle passate edizioni di WrestleMania: Sheik apparve insieme a Nikolai Volkoff nel match con gli U.S. Express, nel remake del loro match alla prima WrestleMania. Prima che l'incontro potesse avere inizio, i contendenti furono interrotti da Jillian Hall, che entrò sul ring per cantare Born in the USA di Bruce Springsteen.

## Vita privata
Vaziri era un mussulmano sciita e fu un soldato dell'esercito imperiale iraniano. Sposò la statunitense Caryl Peterson il 21 marzo 1976; suo testimone di nozze fu Gene Okerlund. Sua figlia maggiore, Marissa Jeanne, fu assassinata dal fidanzato Charles Warren Reynolds nel maggio 2003 all'età di 26 anni. Reynolds venne arresto e successivamente condannato per l'omicidio. Reynolds stesso morì il 31 maggio 2016. Vaziri ha altre due figlie e cinque nipoti.
Nonostante le promesse fatte alla famiglia, non riuscì a stare lontano dalle droghe dopo la morte della figlia. Nel 2005 i suoi familiari lo costrinsero a ricoverarsi in una clinica per disintossicarsi; ma presumibilmente un interno della struttura gli procurava la cocaina. Nel 2013, dopo vari altri tentativi infruttuosi, dichiarò di essersi disintossicato dalla cocaina ormai da quattro anni.
A partire dalla fine degli anni 2000, divenne noto sul web per il suo account Twitter, con messaggi dal contenuto violento e pieni di volgarità che denunciano vari eventi della cultura pop. Non era però sempre lui a scrivere i Tweet, in quanto i suoi manager, Jian e Page Magen, gestivano l'account.

### Morte
Vaziri è morto il 7 giugno 2023 nella sua casa di Fayetteville (Georgia) all'età di 81 anni.

## Personaggio

### Mosse finali
- Camel Clutch[1]

### Manager
- The Grand Wizard
- Fred Blassie
- Jimmy Hart[34]
- Slick
- Daryl Van Horne
- Paul Ellering
- General Adnan

## Titoli e riconoscimenti
- Century Wrestling Alliance
  - CWA Heavyweight Championship (1)
- Georgia Championship Wrestling

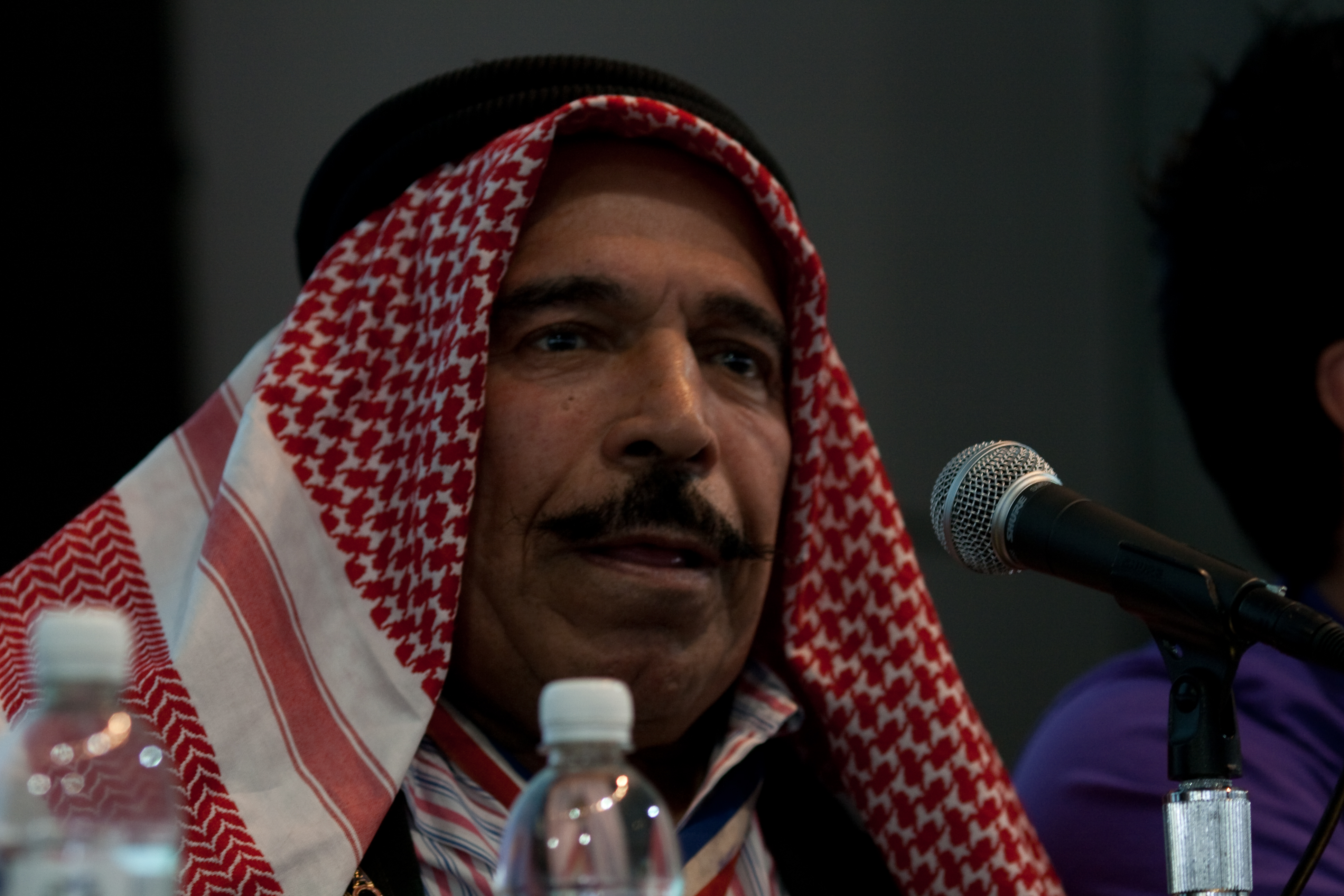
The Iron Sheik nel 2009

  - NWA National Television Championship (1)
- International Association of Wrestling
  - IAW Heavyweight Championship (1)
  - IAW Tag Team Championship (3) – con Brian Costello
- Maple Leaf Wrestling
  - NWA Canadian Heavyweight Championship (Toronto version) (2)
- Mid-Atlantic Championship Wrestling
  - NWA Mid-Atlantic Heavyweight Championship (1)
- NWA All-Star Wrestling
  - NWA Canadian Tag Team Championship (Vancouver version) (1) – con The Texas Outlaw
- National Wrestling Alliance
  - NWA Hall of Fame (classe del 2008)
- NWA New Zealand
  - NWA New Zealand British Commonwealth Championship (1)
- NWA 2000
  - NWA 2000 American Heritage Championship (1)
- Pacific Northwest Wrestling
  - NWA Pacific Northwest Tag Team Championship (1) – con Bull Ramos
- Pro Wrestling Illustrated
  - 134º tra i migliori 500 wrestler singoli nella "PWI Years" (2003)
  - 96º tra i migliori 100 tag team nella "PWI Years" insieme a Nikolai Volkoff (2003)
- World Wrestling Federation/Entertainment
  - WWF Tag Team Championship (1) – con Nikolai Volkoff
  - WWF World Heavyweight Championship (1)
  - WWE Hall of Fame (classe del 2005)
- Wrestling Observer Newsletter
  - Most Underrated (1980)

## Riferimenti in altri media
- Iron Sheik viene citato dal rapper statunitense Nas nella canzone It Ain't Hard to Tell inclusa nell'album Illmatic del 1994: «I freak beats, slam it like Iron Sheik»